# F3 (album)
F3 – debiutancki album studyjny polskiej grupy muzycznej Tworzywo Sztuczne. Wydawnictwo ukazało się 9 grudnia 2002 roku nakładem wytwórni muzycznej Asfalt Records w dystrybucji koncernu Sony Music. Nagrania dotarły do 10. miejsca listy OLiS.
9 czerwca 2003 roku ukazał się jedyny singel z płyty pt. "Warszafka". Piosenka zyskała pewną popularność w kraju, dotarła do 33. miejsca Szczecińskiej Listy Przebojów Polskiego Radia. Do utworu został zrealizowany także teledysk. Płytę promował również obraz do utworu "Sznurowadła".
Płyta uzyskała nominację do nagrody polskiego przemysłu fonograficznego Fryderyka w kategorii Album roku muzyka klubowa.  

## Lista utworów
Opracowano na podstawie materiału źródłowego.
Album
1. "Zapomnij" (prod. Emade) - 5:21
2. "Superfrajer" (prod. Emade) - 5:19
3. "Dynamit" (prod. Emade) - 5:21
4. "Instrumental 1" (prod. Emade) - 1:47
5. "Narkotyk" (prod. Emade) - 5:38
6. "Niedopałki" (prod. Emade) - 4:49
7. "Warszafka" (gościnnie Pablo Hudini, prod. Emade) - 6:33
8. "Sznurowadła" (prod. Emade) - 3:51
9. "Portfel" (prod. Emade) - 5:18
10. "Instrumental 2" (prod. Emade) - 3:20
11. "Loff" (prod. Emade) - 5:19
12. "Instrumental 3" (prod. Emade) - 5:44
13. "Polityki" (gościnnie Peteero, prod. Emade) - 3:37
14. "Dynamit" (m.Bunio.s Remix) (prod. m.Bunio.s) - 5:05

Singel
| Warszafka |
| --- |
| 1. "Warszafka" (Radio) (prod. Emade) - 3:57 2. "Warszafka" (403 Remix) (prod. 403) - 6:39 3. "Warszafka" (Album) (prod. Emade) - 6:33 4. "Warszafka" (Instrumental) (prod. Emade) - 6:33 5. "Warszafka" (A Cappella) 6. "Warszafka" (teledysk, reżyseria: Magda Batorska, Monika "Miki" Chojnacka, zdjęcia: Witek Płóciennik) |

## Twórcy
Opracowano na podstawie materiału źródłowego.

- Emade – instrumenty klawiszowe, instrumenty perkusyjne, projekt graficzny, miksowanie, produkcja muzyczna
- Fisz – śpiew, projekt graficzny
- Tytus - projekt graficzny, producent wykonawczy
- Karim Matusiewicz – kontrabas, gitara basowa
- Joanna Kalińska – flet
- Jurek Zagórski – gitara
- Jacek Gawłowski – mastering
- Piotr „Dziki” Chancewicz - realizacja nagrań, miksowanie
- Andrzej Georgiew - zdjęcia
- Piotr Sieczkowski - zdjęcia
- Dominik Trębski – trąbka
- Nuno - śpiew